# Karel Husa
Karel Husa (født 7. august 1921 i Prag, Tjekkiet - død 14. december 2016 i Apex, North Carolina) var en tjekkiskfødt komponist, professor og dirigent.
Husa kom på Prags musikkonservatorium i (1941-1947) efter endt uddannelse rejste han i 1947 til Paris for at studere videre i komposition hos Arthur Honegger og Nadia Boulanger, og direktion hos bl.a. Jean Fournet, på Ècole Normale de Musique de Paris og Conservatoire de Paris.
Husa tog i 1954 til USA, hvor han slog sig ned, og fik amerikansk statsborgerskab i 1959. Han var professor i komposition på Cornell University (1954-1992), og forelæser på Itchaha University (1967-1986).
Han har skrevet 2 symfonier, orkesterværker, balletmusik,kammermusik, koncerter etc. Han var nok mest kendt for sit orkesterværk Music for Prague 1968.
Han modtog i 1969 Pulitzerprisen, og i 1993 Gravermeyer Award fra Louisville University.
Husa levede sine sidste dage i North Carolina.

## Udvalgte værker
- Symfoni nr. 1 (1953) - for orkester
- Symfoni nr. 2 "Refleksioner" (1983) - for orkester
- "Musik til Prag" (1968) - for orkester
- Strygerkvartet nr. 3 (1969)